# Beuste
Beuste ist eine französische Gemeinde mit 675 Einwohnern (Stand: 1. Januar 2022) im Département Pyrénées-Atlantiques in der Region Nouvelle-Aquitaine (vor 2016: Aquitanien). Sie gehört zum Arrondissement Pau und zum  Kanton Vallées de l’Ousse et du Lagoin (bis 2015: Kanton Nay-Est). Die Einwohner werden Beustois genannt.

## Geographie
Beuste liegt etwa 14 Kilometer südöstlich von Pau am Fluss Lagoin. Umgeben wird Beuste von den Nachbargemeinden Boeil-Bezing im Norden und Westen, Gomer im Nordosten, Lucgarier im Osten und Nordosten, Lagos im Süden sowie Baudreix im Südwesten.

## Bevölkerungsentwicklung
| Jahr                      | 1962 | 1968 | 1975 | 1982 | 1990 | 1999 | 2006 | 2013 |
| Einwohner                 | 395  | 436  | 440  | 442  | 505  | 553  | 540  | 528  |
| Quelle: Cassini und INSEE |      |      |      |      |      |      |      |      |

## Sehenswürdigkeiten

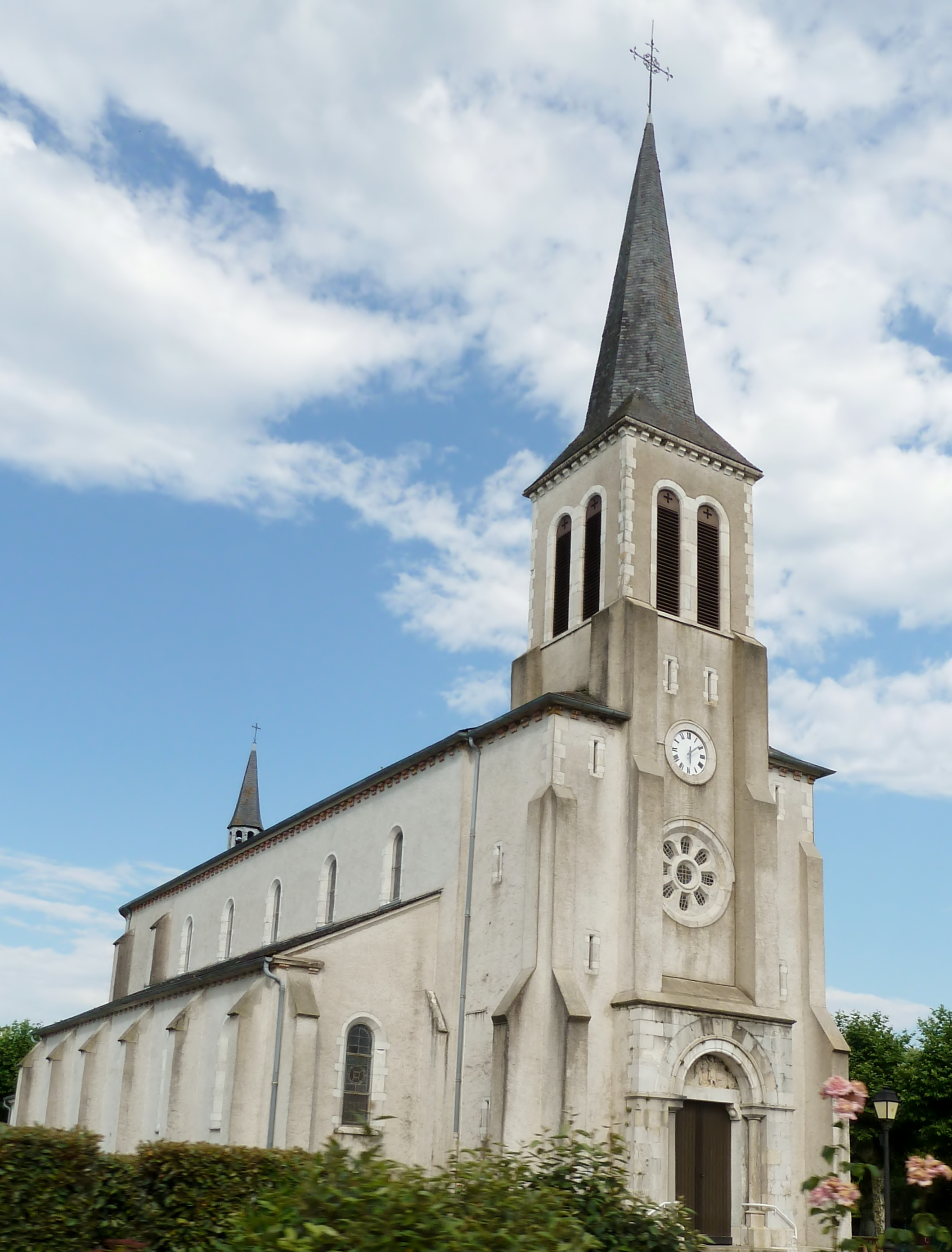
Kirche Saint-Jean-Baptiste

- Kirche Saint-Jean-Baptiste aus dem 19. Jahrhundert

## Meteorit
1856 wurde bei Beuste der Fall eines Meteoriten beobachtet. Anschließend wurden zwei Bruchstücke mit einer Gesamtmasse von 1820 Gramm gefunden. Nach heutiger Klassifizierung handelt es sich um einen Chondriten des Typs L5.